# Take On Helicopters
Take on Helicopters je letecký simulátor od Bohemia Interactive. Hra vyšla 27. října 2011. Dne 15. března 2012 vyšlo rozšíření Take On Helicopters: Hinds. Hra běží na enginu Real Virtuality 3, který využívá například také Arma 2. Hra byla kladně přijata recenzenty, jejichž hodnocení se pohybovalo okolo 80 %. V anketě Booom byla hra označena za druhou nejlepší českou hru roku 2011. Hra vznikla v důsledku v žádosti komunity, aby Bohemia Interactive Studio vytvořilo hru zaměřenou čistě na létání s vrtulníkem.

## Hratelnost
Hra obsahuje dvě oblasti, Seattle (3600 km²) a Jižní Asii (14 400 km²), a několik herních módů. Kariéra je příběhovou kampaní, v níž hráč plní různé úkoly, jako například pomáhání v zásahu jednotkám SWAT, přesun nákladu nebo filmování velryb. Mód volný let umožňuje hráči létat herním světem, jak se mu zachce. Výzvy spočívají v tom, že hráč dostane úkol a ten musí splnit. Úkol je pokaždé odlišný, ale mezi možné úkoly patří například "najít a zachránit" či "stíhat".

## Příběh
Joseph a Tom Larkinové zdědili po svém otci Harrym leteckou společnost. Té však hrozí zavření. Bratři ji tak musí postavit na nohy.

## Postavy
- Tom Larkin – hlavní hrdina hry a mladší z obou bratrů. Na rozdíl od svého bratra, odešel při první příležitosti na univerzitu. Není tolik zkušený v létání s vrtulníkem jako Joseph.
- Joseph Larkin – starší z obou bratrů. Je to zkušený pilot a je velmi zaujatý pro rodinný podnik. V minulosti byl vojenským pilotem.
- Andrew Craymer – mechanik pracující pro Larkin Aviation a milovník helikoptér.
- Paul Kelly – má na starost management a bezpečnost. je dlouholetým přítelem rodiny Larkinů.
- Howard Maddox – pilot, který dlouhodobě sloužil v americké armádě. Po odchodu do důchodu se usadil v Seattlu, kde se stal instruktorem létání.
- Michelle Carmichael – mladá obchodní specialistka. Specializuje se na obchodní poradenství ohledně řízení podniku.
- Brian Frost – bývalý příslušník britské armády. V současnosti je bezpečnostním kontraktorem u ION. Jde o hlavní postavu Arma 2: British Armed Forces a Arma 2: Private Military Company.
- William Haydon – úspěšný a mocný podnikatel obdivující Larkin Aviation.